# Monique Régimbald-Zeiber
Monique Régimbald-Zeiber née à Sorel le 24 avril 1947 est une peintre canadienne.

## Biographie
De 1972 à 1973, elle étudie la littérature russe à l’Université d’État de Moscou avant de revenir au Canada afin d’obtenir sa maîtrise en russe et sa littérature à l’Université McGill en 1975, suivie d’un doctorat en 1980. Deux ans plus tard, elle obtient un baccalauréat en arts visuels de l'Université Concordia.
Elle vit et travaille à Montréal. En 1996, elle co-fonde avec Louise Déry une maison d'édition, les Éditions les Petits Carnets. Elle enseigne à titre de professeure agrégée à l'Université du Québec à Montréal de 1992 à 2012. En 2010, elle participe à une exposition de groupe intitulée «Expansion» et en 2012, «The Body in Question (s)», toutes deux à l'Université du Québec. En 2017, elle participe à l'exposition C'est comme ça que la lumière pénètre organisée par le Musée d'art contemporain de Montréal, qui examine l'utilisation de la lumière par les artistes.
Régimbald-Zeiber explore la « relation entre l'image et l'écrit » dans son travail. Elle s'intéresse également à l'histoire des femmes.

## Œuvres
- Les Dessous de l'histoire : Marguerite B., les écrits , 2002-2003, Musée national des beaux-arts du Québec[4],[1],[5]

## Prix et distinctions
2022 : Prix du Gouverneur général en arts visuels et en arts médiatique